# Burg Großsonntag
Die Burg Großsonntag (slowenisch Grad Velika Nedelja) ist eine Burg oberhalb des Dorfes Großsonntag in Slowenien, das zur Gemeinde Ormož (deutsch Friedau) gehört.

## Geschichte
Auf dem Gebiet des heutigen Dorfes Velika Nedelja fand am Ostersonntag, dem 18. April 1199, die Schlacht auf den Pettauer Feldern statt. Friedrich III. von Pettau besiegte hier mit Unterstützung durch Ritter des Deutschen Ordens die Ungarn und konnte somit sein Territorium bis nach Friedau (Ormož) sichern. Diese Ostgrenze zum Königreich Ungarn hatte bis 1918 Bestand. Bereits 1198 wird von einer Kapelle auf dem späteren Burgberg berichtet, die vom Deutschen Orden betreut wurde.
Als Dank für die Unterstützung schenkte Friedrich III. dem Deutschen Orden diese Kapelle, die neben dem Schlachtfeld lag, mit dem Auftrag, eine Pfarrei zu errichten und das Gebiet zu sichern. Friedrich III. von Pettau gründete um 1210 die Kommende des Deutschritterordens mit dem Hospital der Jungfrau Maria in Pettau und überließ den Rittern das Patronat über dieses Gebiet. Die erste schriftliche Erwähnung der Burg stammt aus dem Jahr 1273. Die Burg gehörte zu einer Reihe von Befestigungen (unter anderem Burg Friedau in Ormož, Burg Meretinzen (slowenisch Grad Muretinci), Burg Pettau, Burg Luttenberg), mit der das Land gegen die Ungarn geschützt werden sollte. Von der Burg aus wurde der Besitz des Deutschen Ordens verwaltet, der 1259 als terra Nedelk et Zunk sita inter Drauam et Mura bekannt war.
1321 wird in österreichischen Quellen die Burg als haus Suntag erwähnt. Bis 1410 wurde die Burgkapelle Sankt Katharina errichtet. Von 1610 bis 1612 wurde die Burg unter dem Landkomtur Markwart Freiherr zu Eckh und Hungersbach umgebaut und erweitert.
Anfang des 18. Jahrhunderts wurde die Großsonntagsburg renoviert. Seit dieser Zeit wurde die Burg nicht mehr baulich verändert. Von 2007 bis 2008 wurden Teile der Burg restauriert. Die Burg blieb bis zum Ende des Zweiten Weltkriegs in Besitz des Deutschen Ordens, danach wurden die Burg und die zugehörigen Ländereien verstaatlicht. Seit 1991 gehört die Burg dem Staat Slowenien.

## Architektur
Seit dem letzten Umbau 1612 handelt es sich um einen barocken Vierflügelbau mit kleinen runden Ecktürmen. In den Mauern und den Kellern existieren noch Reste der alten Anlage.
Im Nordflügel der Burg liegt die ursprünglich gotische und dann barockisierte Burgkapelle Sankt Katharina. Sie wurde von Martino Altomonte 1724 ausgestaltet. Sein Hauptwerk Maria mit dem Heiligen Florian befindet sich heute ebenso im Landesmuseum Pettau (Ptuj) wie die beiden Statuen Heilige Katharina und Heilige Barbara aus dem Jahr 1410.
Im Burghof ist vor dem barocken schmiedeeisernen Brunnen ein Tatzenkreuz als Symbol der Herrschaft des Deutschen Ordens eingelassen.
An der Nordseite im Innenhof befindet sich das Wappenrelief des Komturs Markwart Freiherr von Eckh und Hungersbach von 1612, wahrscheinlich das Werk des italienischen Bildhauers Philibert Pacobello mit der Inschrift:
IM IAHR 1612 HAT D(E)R HO(C)HWÜRD(I)GE UND
WO(L)G(E)B(O)RNE HERR HERR MARQUARDT FREYHE(RR)
ZUE EC(K)H UND HUNG(E)R(S)BACH T(E)ŸT(S)CHO(R)D
ENS R(I)TT(E)R L(A)NT(C)OMME(N)T(H)UR D(E)R N O BAL(L)EŸ
F(Ü)RST(L)ICHER D(V)RCHL(AUCHT) MAX(I)MILIANI D(E)S E(L)T(E)RN
E(R)T(Z)HE(R)T(Z)OG ZV ÖST(E)RR(E)I(CH) G(E)HE(I)MER R(A)TH O(B)RIST
HO(F)MAIST(ER) D(I)SES G(E)BAI(DE) AVFF(Ü)R(EN) VND V(E)RF(ER)T(I)G(EN) LAS(SEN).
Die Burganlage ist seit 2008 slowenisches Nationaldenkmal.

## Nutzung
In der Großsonntagsburg befindet sich als Außenstelle des Regionalmuseums Ptuj-Ormož die Ethnologische Abteilung.

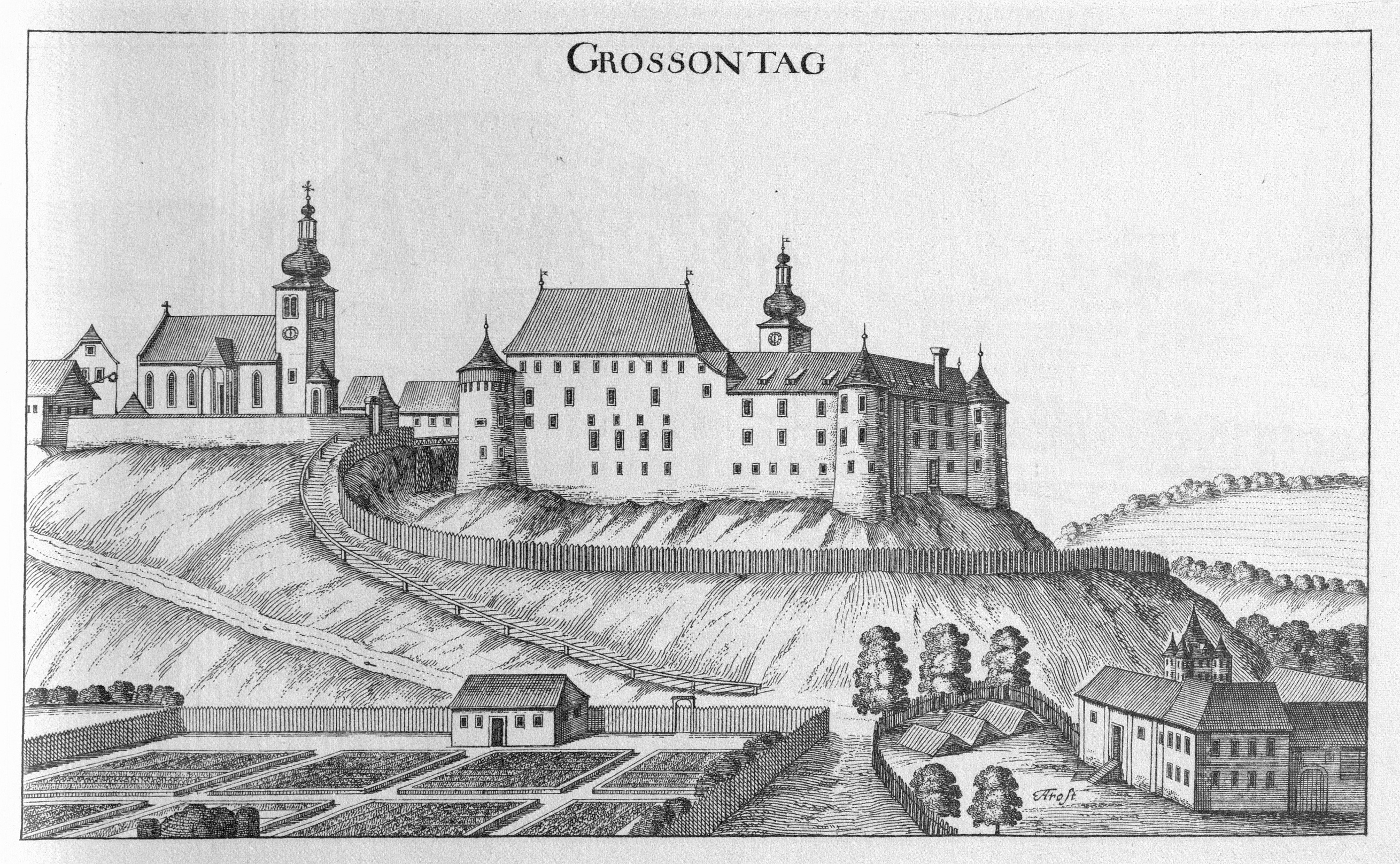
Stich der Burg von Georg Matthäus Vischer, 1681
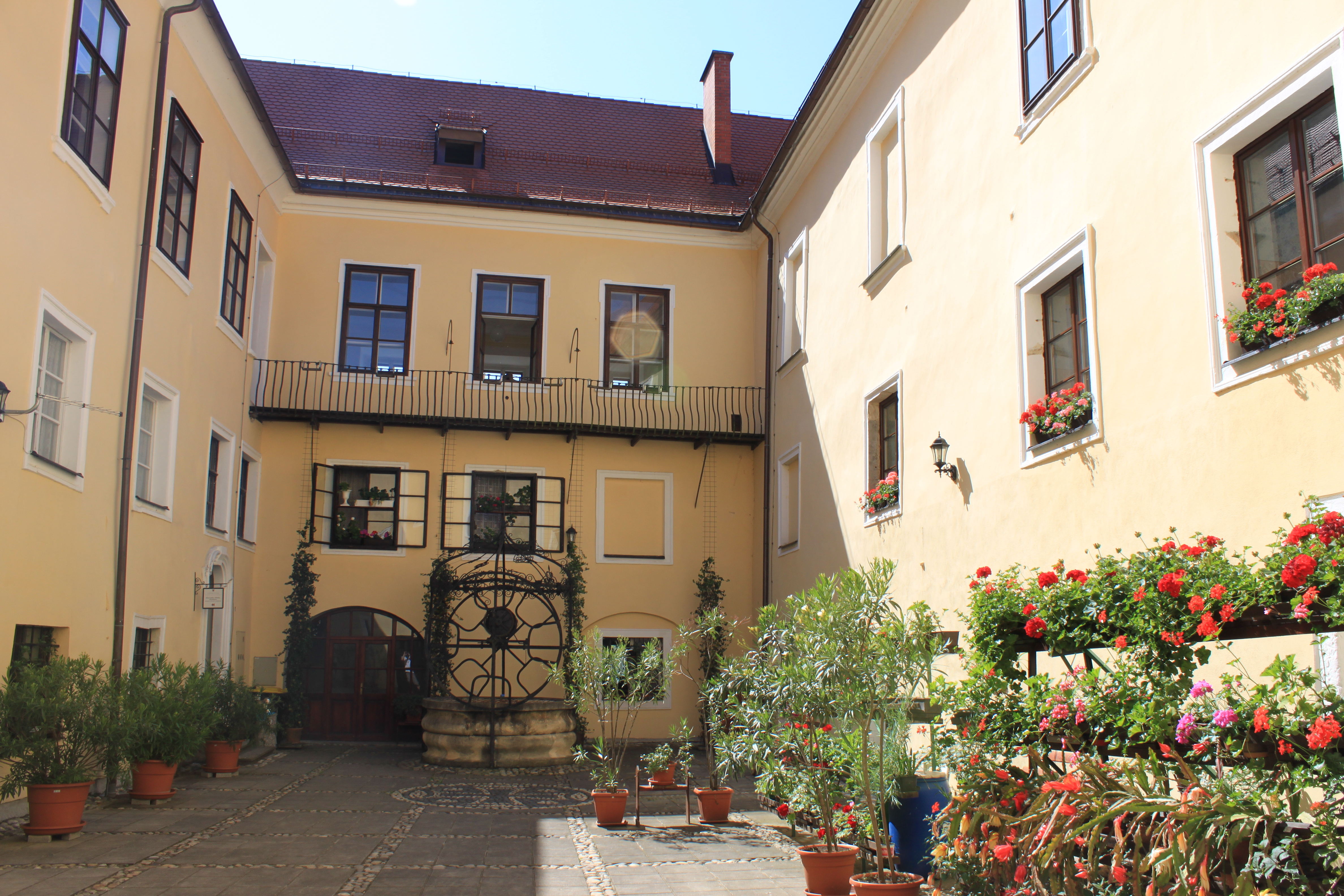
Innenhof der Burg Großsonntag
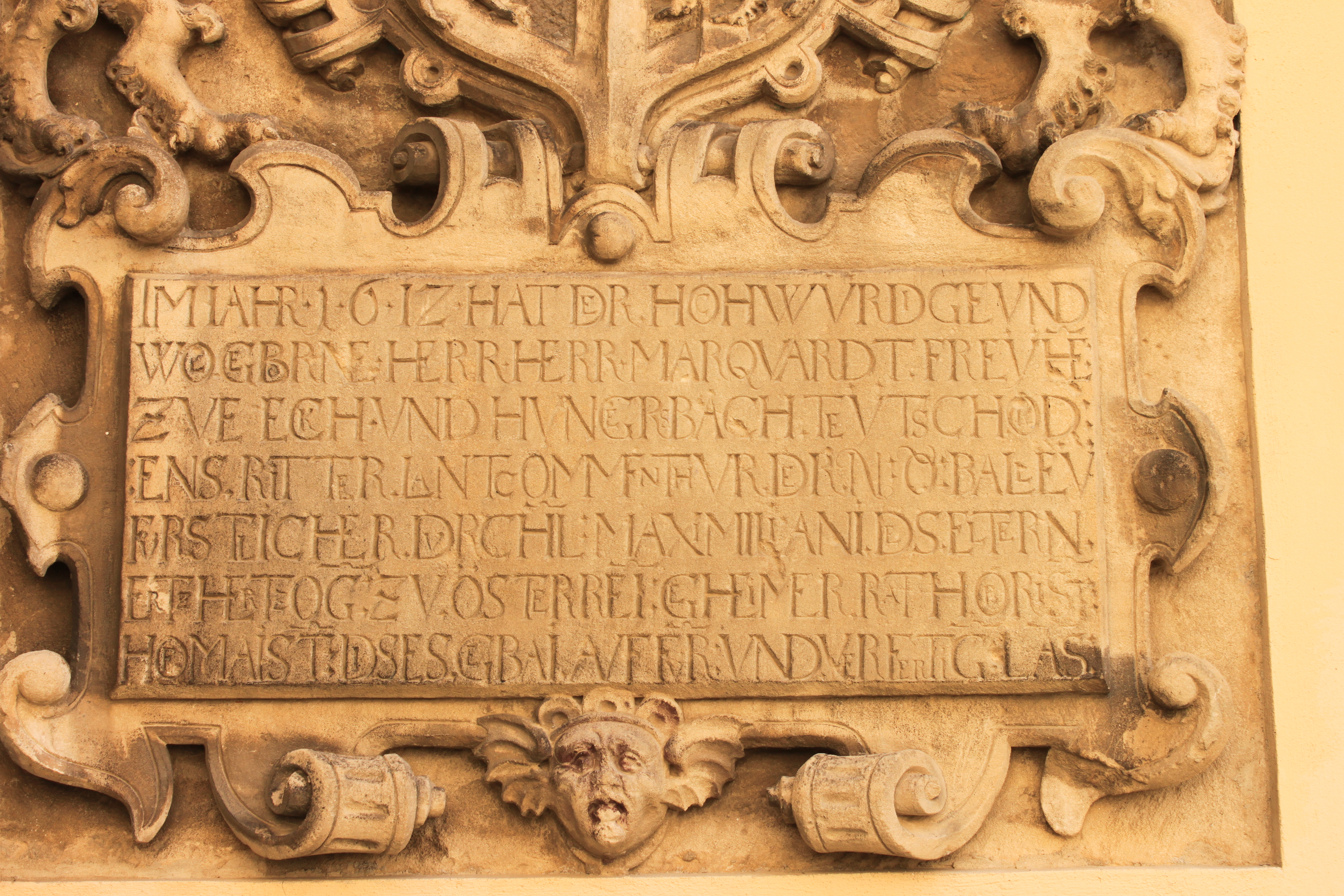
Gedenktafel von für Markwart Freiherr von Eckh und Hungersbach